# Xugodai
Un xugodai o Shugodai (守護代, shugodai) era un representant del governador militar durant el Japó feudal. Els xugodais eren representants del xugo provincial quan no podia exercir el seu poder, com ara quan eren lluny de la seva província. A diferència dels xugos, que eren nomenats pel poder central del xogunat, els xugodais eren nomenats localment.
Al caire del període Sengoku, la majoria dels xugos reforçaren llur poder, la qual cosa va provocar la desaparició efectiva dels xugodais. No obstant això, tot aprofitant l'afebliment dels xugos a causa de la guerra o altres circumstàncies, alguns xugodais es van convertir en els senyors efectius de llurs províncies. Un exemple típic de xugodai convertit en dàimio de facto seria Oda Nobuhide, del clan Oda de la província d'Owari.

## Clans xugodais notables
- Clan Oda
- Clan Asakura
- Clan Nagao
- Clan Miyoshi
- Clan Amago
- Clan Saitō
- Clan Jinbō